# 島根県道・広島県道113号都川中野線
島根県道・広島県道113号都川中野線（しまねけんどう・ひろしまけんどう113ごう つかわなかのせん）は、島根県浜田市から広島県山県郡北広島町に至る一般県道である。

## 概要
島根県浜田市旭町都川から広島県山県郡北広島町細見に至る。
路線名称に使われている中野は1956年（昭和31年）9月29日まで山県郡にあった村の名前である（1956年（昭和31年）9月30日に雄鹿原（おがはら）村・美和村・八幡（やわた）村と対等合併し、山県郡芸北町に移行）。細見も中野村の一部であり、このような路線名称になったのはその名残りとも言える。

### 路線データ
- 起点：島根県浜田市旭町都川（島根県道・広島県道5号浜田八重可部線交点）
- 終点：広島県山県郡北広島町細見（国道186号交点）

## 歴史
- 1993年（平成5年）5月11日 - 建設省から、県道都川中野線の一部を旭戸河内線として主要地方道に指定される[1]。

## 路線状況

### 重複区間
- 島根県道・広島県道114号今福芸北線（広島県山県郡北広島町草安）
- 島根県道・広島県道11号旭戸河内線（広島県山県郡北広島町大利原（おおとしばら） - 山県郡北広島町南門原（なもんばら））

## 地理

### 通過する自治体
- 島根県
  - 浜田市
- 広島県
  - 山県郡北広島町

### 交差する道路
| 交差する道路                                   | 都道府県名 | 市町村名 | 市町村名 | 交差する場所           | 交差する場所 |
| ---------------------------------------------- | ---------- | -------- | -------- | ---------------------- | ------------ |
| 島根県道・広島県道5号浜田八重可部線            | 島根県     | 浜田市   | 浜田市   | 旭町都川               | 起点         |
| 島根県道・広島県道114号今福芸北線 重複区間起点 | 広島県     | 山県郡   | 北広島町 | 草安                   |              |
| 島根県道・広島県道114号今福芸北線 重複区間終点 | 広島県     | 山県郡   | 北広島町 | 草安                   |              |
| 島根県道・広島県道11号旭戸河内線 重複区間起点  | 広島県     | 山県郡   | 北広島町 | 大利原（おおとしばら） |              |
| 島根県道・広島県道11号旭戸河内線 重複区間終点  | 広島県     | 山県郡   | 北広島町 | 南門原（なもんばら）   |              |
| 国道186号                                      | 広島県     | 山県郡   | 北広島町 | 細見                   | 終点         |

### 沿線
- 芸北運動公園（終点付近）